# Ranau
Huyện Ranau là một huyện thuộc bang Sabah của Malaysia. Huyện Ranau có dân số thời điểm năm 2010 ước tính khoảng 95632 người.